# Ion Botescu
Ion Botescu (n. 10 aprilie 1960) este un deputat român în legislatura 1996-2000, ales în județul Constanța pe listele partidului PNȚCD.